# 식스티 세컨즈 (2000년 영화)
《식스티 세컨즈》(영어: Gone in 60 Seconds 혹은 Gone in Sixty Seconds)는 미국에서 제작된 도미닉 세나 감독의 2000년 액션 하이스트 영화이다. 1974년에 개봉한 동명 미국 영화를 리메이크하였다. 니컬러스 케이지 등이 출연하였고, 제리 브룩하이머 등이 제작에 참여하였다.
이 영화는 로스앤젤레스와 캘리포니아주 롱비치에서 촬영되었으며, 2000년 6월 9일 미국에서 터치스톤 픽처스 레이블로 부에나 비스타 픽처스에 의해 개봉되었다.

## 줄거리
차 도둑 킵 레인스는 캘리포니아주 롱비치의 영국인 갱스터 레이먼드를 위해 고급 차량 50대를 훔친다. 그러나 킵은 한 전시장에서 포르셰 한 대를 훔친 뒤 경찰을 창고로 인도하게 되고, 킵과 동료들이 달아나자 경찰은 이들이 훔쳐둔 차량들을 압수한다.
레이먼드 일당은 개과천선한 전직 차 도둑인 킵의 형 랜들 “멤피스” 레인스를 찾아가 킵의 목숨을 갖고 위협하며 72시간 내로 차량 50대를 훔쳐 오라고 요구한다. 이에 킵은 옛 동료들을 불러 모은다.   

## 출연진
- 니컬러스 케이지 - 랜들 “멤피스” 레인스 역
- 앤젤리나 졸리 - 세라 “스웨이” 웨일런드 역
- 로버트 듀발 - 오토 핼리웰 역
- 윌 패튼 - 애틀리 잭슨 역
- 델로이 린도 - 롤런드 캐슬벡 형사 역
- 지어바니 리비시 - 킵 레인스 역
- 크리스토퍼 에클스턴 - 레이먼드 컬리트리 역
- 비니 존스 - “스핑크스” 역: 벙어리 장의사.
- 스콧 칸 - “텀블러” 역
- 제임스 듀발 - 프레브 역
- 티머시 올리펀트 - 드라이코프 형사 역
- 샤이 맥브라이드 - 도니 애스트리키 역: 운전 교습 강사.
- 윌리엄 리 스콧 - 토비 역
- 그레이스 저브리스키 - 헬렌 레인스 역
- 프랜시스 피셔 - 주니 핼리웰 역
- 스티븐 셸런 - 로저 역
- 마스터 P - 조니 “조니 B” 역
- 카먼 아젠지애노 - 메이휴 형사 역
- 보디 엘프먼 - “퍼지” 프리젤 역
- 아리 그로스 - 제임스 레이크우드 역
- 마이클 페냐 - 이그네이시오 역
- 존 캐럴 린치 - 압수 차고지 관리자 역

## 기타 제작진
- 배역: 빅토리아 토머스
- 미술: 제프 맨
- 의상: 말린 스튜어트

## 수상
- 1999년 제8회 MTV 영화 & TV 어워즈 후보 최고의 영화상
- 2001년 제10회 MTV 영화 & TV 어워즈 후보 최고의 액션 장면

## 우리말 녹음
| KBS 성우진 (2003년 12월 25일) - 이정구 - 랜들 레인스(니컬러스 케이지) - 이선 - 세라 웨일런드(앤젤리나 졸리) - 이원준 - 킵 레인스(지어바니 리비시) - 이완호 - 오토 핼리웰(로버트 듀발) - 문관일 - 롤런드 캐슬벡(델로이 린도) - 이봉준 - 애틀리 잭슨(윌 패튼) - 김환진 - 레이먼드 컬리트리(크리스토퍼 에클스턴) - 오인성 - 드라이코프(티머시 올리펀트) - 장호비 - 도니 애스트리키(샤이 맥브라이드) - 성완경 - 텀블러(스콧 칸) - 김수중 - 제임스(아리 그로스) - 김지혜 - 차량 관리부 직원(알렉산드라 발라후티스) / 초보 운전생(그레이스 우나) - 사성웅 - 미러 맨(TJ 크로스) - 최정호 - 흑인(앤서니 보즈웰) - 임채헌 - 토비(윌리엄 리 스콧) | SBS 성우진 (2007년 12월 8일) - 이정구 - 멤피스(니컬러스 케이지) - 김아영 - 스웨이(앤젤리나 졸리) - 최원형 - 킵(지어바니 리비시) - 한상덕 - 캐슬벡 형사(델로이 린도) - 김용준 - 잭슨(윌 패튼) / 제임스(아리 그로스) - 최한 - 애스트리키(샤이 맥브라이드) / 텀블러(스콧 칸) - 이완호 - 핼리웰(로버트 듀발) - 김준 - 컬리트리(크리스토퍼 에클스턴) - 이상범 - 드라이코프(티머시 올리펀트) - 정재헌 - 미러 맨(TJ 크로스) / 흑인(앤서니 보즈웰) - 조영호 - 토비(윌리엄 리 스콧) - 문옥현 - 레인스 부인(그레이스 저브리스키) - 최문자 - 핼리웰 부인(프랜시스 피셔) - 임은정 - 차량 관리부 직원(알렉산드라 발라후티스) - 장은숙 - 초보 운전생(그레이스 우나) |  |